# Pomorski Park Naukowo-Technologiczny Gdynia
Pomorski Park Naukowo-Technologiczny Gdynia (PPNT Gdynia) – największy tego typu obiekt realizujący szereg projektów na rzecz rozwoju Pomorza. PPNT Gdynia jest siedzibą firm parkowych oraz centrum biznesowym. Głównym zadaniem instytucji jest wspieranie i tworzenie odpowiednich warunków do rozwoju innowacyjnych firm. W skład kompleksu PPNT Gdynia wchodzi Park Konstruktorów.
PPNT zajmuje obszar 6,1 hektara w Gdyni Redłowie.

## Historia

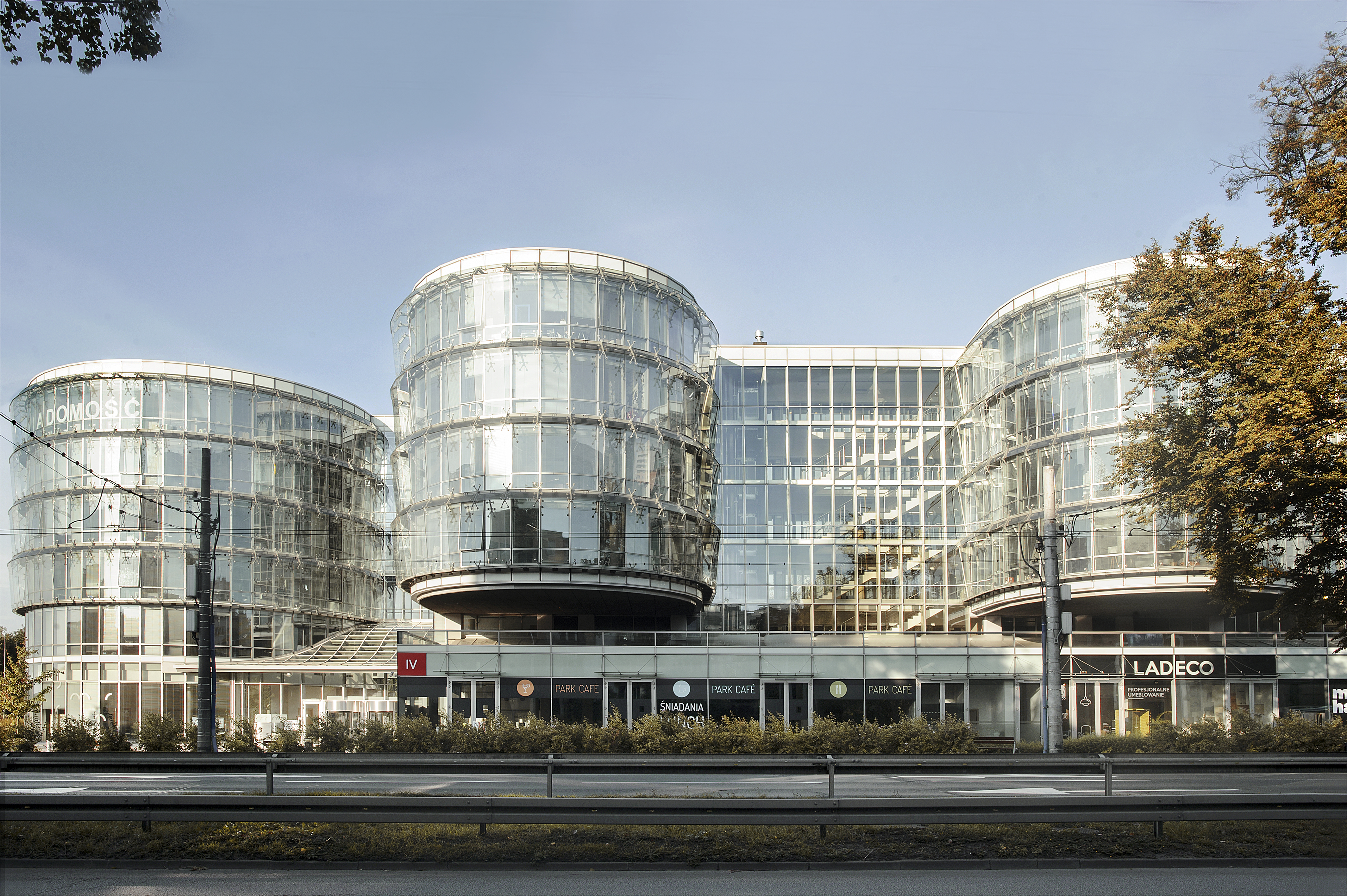

PPNT Gdynia powstał w 2001 roku z inicjatywy stowarzyszenia Pomorskie Centrum Technologii oraz Miasta Gdyni na zrewitalizowanym terenie byłej zajezdni komunikacji miejskiej.
W 2006 roku firmom udostępniono 9000 m² nowej powierzchni biurowej i laboratoryjnej, sale konferencyjne i wystawiennicze, prototypownie oraz zaplecze gastronomiczne. Remont współfinansowany był za pomocą środków Unii Europejskiej: Program Phare 2003 SSG – „Wzmocnienie konkurencyjności regionu pomorskiego poprzez rozwój innowacji i technologii dla przedsiębiorczości – Pomorski Park Technologiczny”.
Obiekt po raz kolejny rozrósł się sześciokrotnie w latach 2010–2013 do 76 000 m² powierzchni biurowych i laboratoryjnych. Tym razem dzięki środkom przyznanym na rozbudowę w ramach Programu Operacyjnego Innowacyjna Gospodarka, a także dofinansowaniu z Regionalnego Programu Operacyjnego w wysokości 52 mln zł. Dzięki temu PPNT stał się sześciokrotnie większy, a infrastruktura zwiększyła się do 76 000 m² powierzchni biurowych i laboratoryjnych, zdolnych pomieścić blisko 400 firm zatrudniających łącznie około 2500 osób.
Budynek I – w tym budynku mieści się dział PPNT Gdynia | Bio Laboratorium.
Budynek II – posiada charakterystyczne sklepienia łukowe, gdyż od 1947 roku budynek pełnił funkcję zajezdni autobusowej, a podczas wojny mieściła się w nim niemiecka fabryka i remontownia myśliwców Focke Wulf. Obecnie znajdują się tam laboratoria biotechnologiczne, prototypownie i biura.
Budynek III – tutaj mieszczą się Centrum Nauki EXPERYMENT, PPNT Gdynia | Centrum Konferencyjne, PPNT Gdynia | Strefa Startup, oraz PPNT Gdynia | Informacja Patentowa.
Budynek IV – inspiracją dla formy budynku IV były transatlantyki zacumowane na rewie przy latarni morskiej. Półokrągłe wykusze nawiązują do gdyńskiego modernizmu i kształtu historycznych hal łukowych byłej zajezdni autobusowej. Obecnie znajdują się tutaj biura, pracownie oraz PPNT Gdynia | Centrum Designu.
PPNT jest podmiotem podległym miasta Gdyni, rozwój projektu koordynuje Gdyńskie Centrum Innowacji. Jest siedzibą firm głównie z dziedzin biotechnologii i ochrony środowiska, informatyki, elektroniki i telekomunikacji, inżynierii, innowacji społecznych oraz nowoczesnego wzornictwa.

## Firmy działające w Parku
W Parku działa około 250 firm – głównie w takich dziedzinach jak: automatyka i robotyka, biotechnologia, design, ICT, ochrona środowiska, technologie interaktywne. Weryfikacją projektów składanych do Parku oraz podejmowaniem decyzji odnośnie do ich przyjęcia zajmuje się Rada Naukowa – grono doświadczonych, zewnętrznych ekspertów z różnych branż.
Wśród największych sukcesów firm działających w Parku należy wymienić m.in. syntezator mowy Ivona Software, który stał się częścią firmy Amazon i największą na świecie ścianę informacyjną z e-papieru znajdującą się w siedzibie ONZ w Nowym Jorku, wykonaną przez Mpico Sys. Także w PPNT Gdynia powstały: pierwsze europejskie studio zmiksowanej rzeczywistości VR VISIO oraz ekologiczny beton i aparat antysmogowy zaprojektowany przez firmę Andervision. Z kolei inżynierowie SpaceForest to twórcy rozwiązań wykorzystywanych przez Europejską Agencję Kosmiczną.
Na terenie PPNT Gdynia funkcjonuje także Centrum Nauki EXPERYMENT, które zajmuje się promocją nauki poprzez interaktywne wystawy i zajęcia edukacyjne oraz organizowanie wydarzeń naukowych dla dzieci, dorosłych i seniorów np. SCIENCE CAFE, CIEKAWI ŚWIATA, NAUKOWELOVE.
W kompleksie PPNT Gdynia mieszczą się także przedszkole i trzy punkty gastronomiczne.

## Pracownia druku 3D
W pracowni druku 3D realizowane są projekty w oparciu o technologie selektywnego spiekania (SLS) i osadzania topionego materiału (FDM/FFF), pozwalające na drukowanie narzędzi w małym i średnim nakładzie, lub prototypów wykorzystywanych do uruchamiania produkcji seryjnej.
Zalety te zostały wykorzystane m.in. na początku pandemii wywołanej koronawirusem SARS-CoV-2 w 2020 roku. W ramach pomocy szpitalom, przy współpracy z firmą Bibus Menos, zostało wydrukowanych prawie 1000 ramek do przyłbic dla służb medycznych. W tym także setki adapterów do masek snorklingowych i przeciwgazowych, a także półmasek malarskich i przeciwpyłowych, przystosowując je tym samym do nietypowych warunków pracy gdyńskich karetek podczas pandemii.

## Usługi i projekty
Coworking, usługi doradcze – dla początkujących przedsiębiorców, którzy nie chcą jeszcze wynajmować całego biura, w PPNT Gdynia | Strefa Startup została stworzona specjalna przestrzeń z infrastrukturą biurową. Oprócz cyklicznych wydarzeń i warsztatów z zakresu m.in. komunikacji, sprzedaży, projektowania, aspektów prawnych, Coworkerzy mogą skorzystać z usług doradczych, czy konsultacji w Regionalnym Ośrodku Informacji Patentowej.
Park, inkubator – w zależności od poziomu rozwoju firmy czy pomysłu przedsiębiorcy mogą skorzystać z różnych form wsparcia. Jedną z nich jest inkubacja, czyli np. korzystne warunki wynajmu biura dla firm, które są na rynku nie dłużej niż dwa lata. Jeśli firma funkcjonuje na rynku powyżej dwóch lat otrzymuje m.in. zniżki na wynajem sal konferencyjnych oraz na usługi pracowni. Będąc firmą parkową można korzystać z pakietów darmowych szkoleń, doradztwa biznesowego oraz pierwszeństwa uczestnictwa w wydarzeniach organizowanych w Parku.
PPNT Gdynia | Informacja Patentowa prowadzi dla Parkowiczów bezpłatne konsultacje dotyczące ochrony własności intelektualnej oraz źródeł informacji o przedmiotach już chronionych.
Pracownie – do dyspozycji jest sześć pracowni: obróbki drewna i metalu, ceramiczna, elektroniczna, krawiecka, skanowania i oraz druku 3D.
PPNT Gdynia | Centrum Konferencyjne
W centrum mieści się 36 nowoczesnych i w pełni wyposażonych sal. Największa sala audytoryjna może pomieścić 300 uczestników. Rocznie odbywa się tutaj około 500 wydarzeń, w tym m.in.: Forum Gospodarcze, Gdynia Design Days, Product Camp, Festiwal Młodych Naukowców E(x)plory, Kolosy, TEDx Gdynia. Pandemia COVID-19 2020 spowodowała tymczasowe wstrzymanie działalności Centrum.
Biotechnologia – PPNT Gdynia | Bio Laboratorium realizuje na zamówienia klientów badania laboratoryjne oraz prace badawczo-rozwojowe w zakresie analizy chemicznej i biologicznej, mikrobiologii, biologii molekularnej czy hodowli roślin in vitro. Ponadto w PPNT Gdynia | Bio Laboratorium można także wynająć sprzęt i pomieszczenia laboratoryjne.
Design management jest usługą realizowaną przez PPNT Gdynia | Centrum Designu, w ramach której zamawiający otrzymuje kompleksowe wsparcie od etapu opracowywania pomysłu na nowy produkt, usługę lub ekosystem produktowo-usługowy, aż do momentu wprowadzenia produktu/usługi na rynek. Wsparcie jest dostosowane do potrzeb konkretnego przedsiębiorstwa.
Projekty unijne – PPNT Gdynia realizuje szereg projektów finansowanych ze środków unijnych, zarówno międzynarodowych, jak i na poziomie regionalnym. Do najważniejszych należą: Tripolis, Pomorski Broker Eksportowy, Creative Traditional Companies Cooperation (CTCC), Secmar, EcoDesign Circle.

## Działy merytoryczne
W PPNT Gdynia funkcjonuje pięć działów merytorycznych: PPNT Gdynia | Biolaboratorium, PPNT Gdynia | Centrum Designu, PPNT Gdynia | Informacja Patentowa, PPNT Gdynia | Strefa Startup i PPNT Gdynia | Centrum Konferencyjne.

## Wydarzenia
Najważniejsze cykliczne wydarzenia organizowane w PPNT Gdynia.
Pomorskie Dni Druku 3D – wydarzenie poświęcone drukowi 3D i przemysłowi 4.0. Współorganizatorami są PPNT Gdynia i Gdański Park Naukowo-Technologiczny w partnerstwie z firmą BIBUS MENOS.
Speak_In – seria wykładów i warsztatów organizowana przez PPNT Gdynia | Strefa Startup. Co roku wydarzenie ma inny temat przewodni np. Speak_In_UX – poświęcony tematyce user experience, natomiast Speak_In_SD dotyczył service design.
InnovaBio Pomorze – projekt realizowany przez PPNT Gdynia | Bio Laboratorium, podczas którego studenci nauk przyrodniczych realizują innowacyjne projekty badawczo-rozwojowe na rzecz firm.
Pomorskie Spotkania Piwowarów – spotkania mają na celu integrację środowiska piwowarskiego poprzez omówienie kondycji branży, sposobów jej promowania i wypracowania strategii rozwoju marki browarniczej.
Parkowy Meetup – cykliczne spotkania dla parkowej społeczności poruszające bieżące zagadnienia biznesowe oraz budujące relacje między firmami poprzez networking.
Pipeline Summit – PPNT Gdynia wraz z Miastem Gdynia oraz Infoshare jest współorganizatorem tego międzynarodowego wydarzenia poświęconego szeroko pojętej tematyce digital sales.
E(x)plory – ogólnopolski festiwal naukowy, podczas którego prezentowane są projekty badawcze młodych naukowców oraz dyskutuje się na temat polskiego szkolnictwa. W jego trakcie odbywa się także finał krajowego konkursu naukowego.
Gdynia Design Days – coroczny festiwal organizowany przez PPNT Gdynia | Centrum Designu prezentujący najnowsze tendencje i dobre praktyki z zakresu projektowania.
Ponadto w Centrum Konferencyjnym organizowane są także: Kolosy, Forum Gospodarki Morskiej, Forum Przedsiębiorstw, czy Perły Samorządu.

## Park Konstruktorów
Miejsce powstało dzięki współpracy PPNT Gdynia oraz Pomorskiej Specjalnej Strefy Ekonomicznej. Budynek znajduje się na terenach postoczniowych, przy ul. Czechosłowackiej 3 i jest zarządzany przez PPNT Gdynia. W jego skład wchodzą pracownie: wzorcowania przyrządów pomiarowych, łączności i nawigacji, badań niszczących i nieniszczących, a także zaplecze wdrożeniowo-produkcyjne, magazyny, pomieszczenia biurowe i open space, prototypownie i warsztaty przystosowane do tzw. czystej produkcji elektroniki, automatyki, robotyki, inżynierii i wzornictwa przemysłowego.
Przedsiębiorcy chcący być częścią Parku Konstruktorów muszą złożyć aplikację z projektem, który oceniany jest przez ekspertów wg następujących kryteriów: innowacyjność, funkcjonalność, atrakcyjność finansowa oraz gotowość rynkowa i ochrona projektu.